# Robert Dill-Bundi
Robert Dill-Bundi (Chippis, 18 de noviembre de 1958) fue un deportista suizo que compitió en ciclismo en las modalidades de pista, especialista en las pruebas de persecución, y ruta.
Participó en dos Juegos Olímpicos de Verano, obteniendo en Moscú 1980 la medalla de oro en la prueba de persecución individual, y el decimocuarto lugar en Montreal 1976, en la misma prueba.
Ganó cuatro medallas en el Campeonato Mundial de Ciclismo en Pista entre los años 1977 y 1984.
En carretera su mayor éxito fue la victoria en una etapa del Giro de Italia 1982.

## Medallero internacional
| Juegos Olímpicos   | Juegos Olímpicos          | Juegos Olímpicos  | Juegos Olímpicos            |
| Año                | Lugar                     | Medalla           | Competición                 |
| ------------------ | ------------------------- | ----------------- | --------------------------- |
| 1980               | Moscú (URSS)              | Medalla de oro    | Persecución individual      |
| Campeonato Mundial |                           |                   |                             |
| Año                | Lugar                     | Medalla           | Competición                 |
| 1977               | San Cristóbal (Venezuela) | Medalla de bronce | Persecución por equipos (A) |
| 1978               | Múnich (RFA)              | Medalla de bronce | Persecución por equipos (A) |
| 1983               | Zúrich (Suiza)            | Medalla de plata  | Persecución individual (P)  |
| 1984               | Barcelona (España)        | Medalla de oro    | Keirin (P)                  |

## Palmarés en pista
- 1975

 Campeonatos del Mundo de ciclismo en pista júnior en Persecución
- 1976

 Campeonatos del Mundo de ciclismo en pista júnior en Persecución
- 1978

 Campeón de Suiza de Persecución
- 1979

 Campeón de Suiza de Persecución
- 1980

 Medalla de oro en los Juegos Olímpicos de Moscú en Persecución individual
 Campeón de Suiza de Persecución
- 1981

 Campeón de Suiza de Persecución
- 1982

 Campeón de Suiza de Persecución
 Campeón de Suiza del Quilómetro
1.º en los Seis días de Zúrich (con Urs Freuler)
- 1983

Campeón de Europa de Velocidad
 Campeón de Suiza de Persecución
 Campeón de Suiza de Persecución
- 1984

 Campeón del mundo de Keirin

## Palmarés en ruta
- 1982

Vencedor de una etapa del Giro de Italia
- 1991

Vencedor de una etapa del Tour de Romandía

### Resultado en el Giro de Italia
- 1982. Abandona. Vencedor de una etapa

### Resultado en el Tour de Francia
- 1986. Abandona (12.ª etapa)